# Hajniště
Hajniště (Do roku 1946 Hegewald) je vesnice, část města Nové Město pod Smrkem v okrese Liberec. Na západě navazuje přímo na Nové Město pod Smrkem. Prochází jí železniční trať Frýdlant v Čechách – Jindřichovice pod Smrkem. Prochází zde silnice II/291. Hajniště leží v katastrálním území Hajniště pod Smrkem o rozloze 5,25 km².

## Historie
První písemná zmínka o vesnici pochází z roku 1580.

## Hospodářství
Ještě v roce 1945 v obci, na břehu říčky Lomnice, mlel vodní mlýn. Jeho vlastníkem byl Pavel Cerman, syn někdejšího majitele. Mlýn, ani další budovy však nejsou v dobrém stavu.

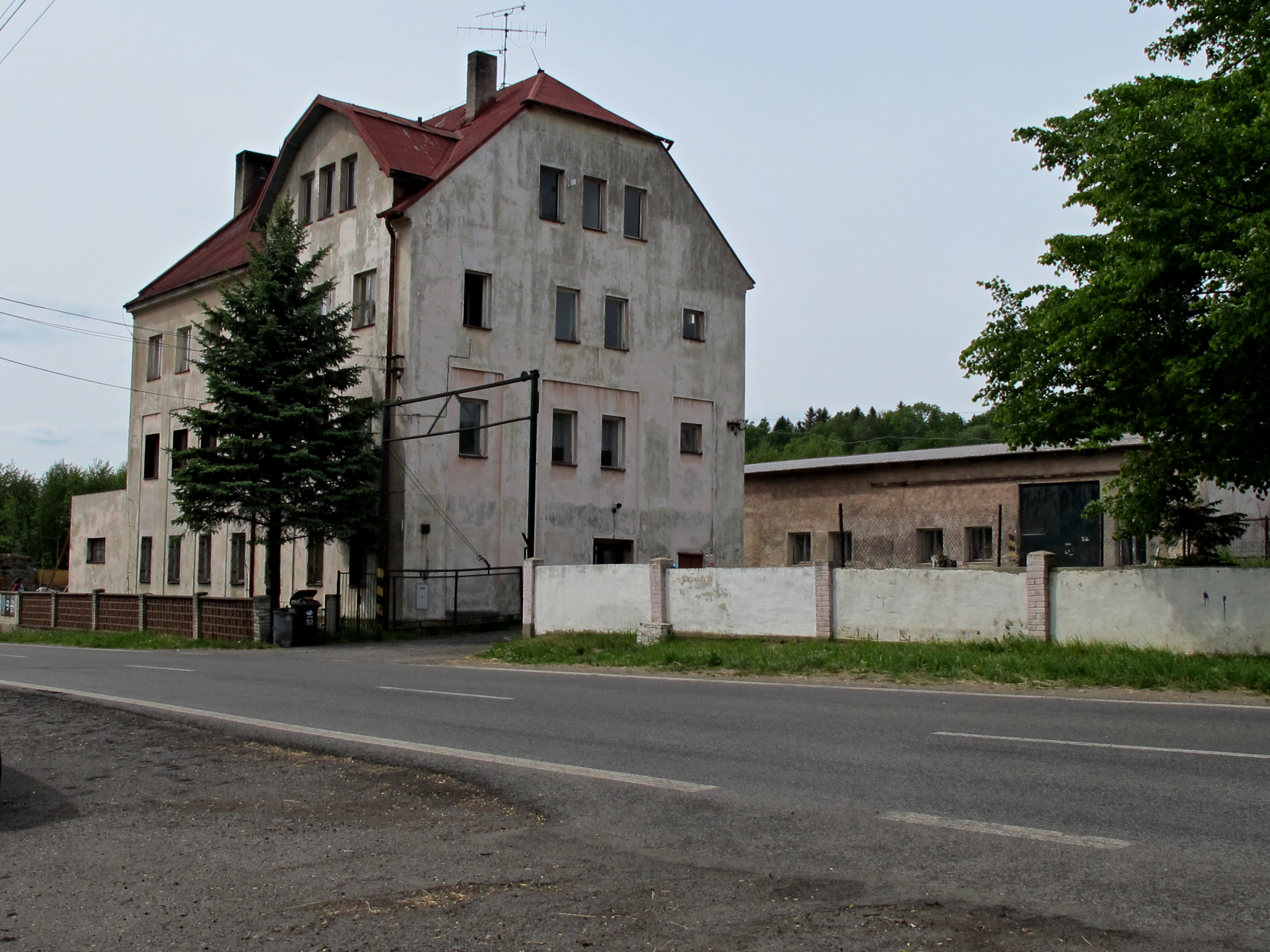
Budova bývalé porcelánky Persch

Roku 1828 založil Karel Immanuel Persch v Hajništi kartounku, u níž o 22 let později, roku 1850, začal jeho příbuzný vyrábět porcelán. Nejprve se sice porcelánce příliš nevedlo, nicméně jejím dalším majitelům Adolfu a Robertu Perschovým se začalo podnikání v tomto oboru dařit a své výrobky, tedy užitkový porcelán, prodávali nejenom po celé Evropě, ale i za Atlantským oceánem, v Americe. Svou obživu našlo v továrně až 150 zaměstnanců. Podnik ale zasáhla světová hospodářská krize ve třicátých letech 20. století a přibližně roku 1935 porcelánka zanikla.